# Coronado Peak Trail
Le Coronado Peak Trail est un sentier de randonnée américain dans le comté de Cochise, en Arizona. Protégé au sein du Coronado National Memorial, il est lui-même classé National Recreation Trail depuis 1981. Il permet d'escalader le pic Coronado depuis le col Montezuma.